# Beth Goulart
Beth Goulart, pseudonimo di Elizabeth Miessa (Rio de Janeiro, 25 gennaio 1961), è un'attrice, drammaturga e ballerina brasiliana.

## Biografia
Beth Goulart è due volte figlia d'arte, essendo nata dagli attori Paulo Goulart e Nicette Bruno, al pari dei fratelli Paulo Goulart Filho e Bárbara Bruno. Come tutta la famiglia, crede fermamente nello spiritismo.
Sin dall'infanzia è stata ballerina classica e attrice sulle scene, prendendo poi parte a spettacoli di teleteatro negli anni Settanta. Ha quindi iniziato a lavorare al cinema e soprattutto nelle telenovelas; il pubblico italiano ha avuto modo di conoscerla grazie ai ruoli svolti in Destini e Vite rubate, fortunate produzioni televisive firmate Rede Globo (nella seconda ha recitato insieme alla madre). Beth Goulart ha poi studiato con Peter Brook e grazie a lui è diventata anche un'apprezzata drammaturga  : le è stato assegnato il prestigioso premio Shell per il suo monologo Simplesmente Eu, Clarice Lispector, di cui altresì ha curato la regia. In età matura si è cimentata nella tap dance.

## Vita privata
Ha un figlio, Joao Gabriel, nato del 1982 dal suo matrimonio con Nando Carneiro. La coppia ha divorziato sei anni dopo.

## Filmografia

### Cinema

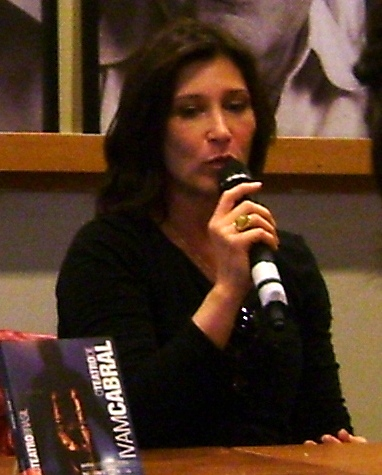
Beth Goulart nel 2010

- Joelma 23º Andar, regia di Clery Cunha (1980)
- Meu Homem, Meu Amante, regia di Jean Garret (1984)
- Eternamente Pagu, regia di Norma Bengell (1987)
- Mistério no Colégio Brasil, regia di José Frazão (1988)
- Carlota Joaquina, Princesa do Brazil, regia di Carla Camurati (1995)
- Dois Córregos: Verdades Submersas no Tempo, regia di Carlos Reichenbach (1999)
- A Hora Marcada, regia di Marcelo Taranto (2000)
- Amores Possíveis, regia di Sandra Werneck (2001)
- Metade Sexo Metade Mussarela, regia di João Camargo (2002)
- Canção de Baal, regia di Helena Ignez e Michele Matalon (2007)
- Casa da Mãe Joana, regia di Hugo Carvana (2008)
- Niente da perdere (Nada a Perder), regia di Alexandre Avancini (2018)
- Niente da perdere 2 (Nada a Perder 2), regia di Alexandre Avancini (2019)

### Televisione
- Sorôco, Sua Mãe, Sua Filha, regia di Kiko Jaess - film TV (1975)
- Papai Coração – serie TV, episodi 1x1 (1976)
- Éramos Seis – serie TV, episodi 1x165 (1977)
- Roda de Fogo – serie TV (1978)
- O Direito de Nascer – serie TV, 256 episodi (1978-1979)
- Destini (Baila Comigo) – serie TV (1981)
- Sétimo Sentido – serie TV (1982)
- Vite rubate (Louco amor) – serie TV (1983)
- Marquesa de Santos – miniserie TV (1984)
- Giungla di cemento (Selva de Pedra) – serie TV (1986)
- O Outro – serie TV, 172 episodi (1987)
- O Primo Basílio – serie TV, 9 episodi (1988)
- Olho por Olho – serie TV, 117 episodi (1988-1989)
- Il paradiso del male (Riacho Doce) – serie TV (1990)
- Perigosas Peruas – serie TV, 173 episodi (1992)
- O Mapa da Mina – serie TV (1993)
- A Idade da Loba – serie TV (1995)
- O Campeão – serie TV, 128 episodi (1996)
- Malhação – serial TV, 6 episodi (1997)
- Mulher – serie TV, episodi 1x13 (1998)
- O clone – serial TV, 220 episodi (2001-2002)
- Oswaldo Cruz - O Médico do Brasil, regia di Silvio Tendler - film TV (2003)
- A Lua Me Disse – serie TV, 74 episodi (2005)
- A Diarista – serie TV, episodi 1x2-3x5 (2004-2006)
- Paraíso Tropical – serie TV, 140 episodi (2007)
- Desejo Proibido – serie TV, episodi 1x101 (2008)
- Casos e Acasos – serie TV, episodi 1x3 (2008)
- Três Irmãs – serie TV, 123 episodi (2008-2009)
- Vidas em Jogo – serie TV, 11 episodi (2011)
- Vitória – serie TV, 207 episodi (2014-2015)
- A Terra Prometida – serie TV, 4 episodi (2016)
- Jesus – serie TV, episodi 1x1 (2018)

## Opere teatrali
- Dorotéia Minha (2002)
- Simplesmente Eu, Clarice Lispector (2009)
- Perdas e Ganhos (2014)